# Inácio de Passos
Inácio de Passos (Algoz, 14 de Agosto de 1934 - Belas, 11 de Maio de 2012)  foi um jornalista e escritor português.
Um dos seus livros, Moçambique - A Escalada do Terror, faz parte da bibliografia das aulas de História Africana na Universidade de Cambridge, no Reino Unido.

## Obras publicadas
- A Grande Noite Africana  (1964)
- Moçambique - A Escalada do Terror  (1977)

## Jornais em que trabalhou
- Notícias da Beira   (Moçambique)
- O Dia   (Portugal)
- Correio da Manhã   (Portugal)